# Telescopio de tres espejos anastigmático

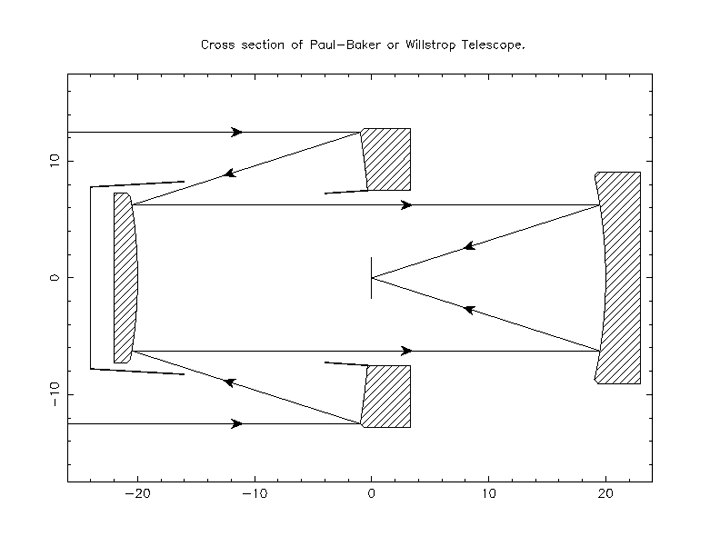
Tres espejos anastigmático de Paul o en forma de Paul-Baker. Un diseño de Paul tiene un espejo primario parabólico con esféricos secundarios y terciarios; Un diseño de Paul-Baker modifica el secundario ligeramente para lograr un punto focal plano.

Un telescopio de tres espejos anastigmático está construido con tres espejos curvos, lo que le permite minimizar las tres principales aberraciones ópticas - aberración esférica, coma, y astigmatismo. Esto se utiliza principalmente para permitir amplios campos de visión, mucho más grandes que de lo que es posible con los telescopios con una o dos superficies curvas.
Un telescopio con un solo espejo curvado, tal como una telescopio newtoniano, siempre tendrá aberraciones. Si el espejo es esférico, va a sufrir de la aberración esférica. Si el espejo se hace de forma parabólica, para corregir la aberración esférica, entonces necesariamente debe sufrir de coma y astigmatismo. Con dos espejos curvos, como el telescopio Ritchey-Chrétien, la coma puede ser eliminada también. Esto permite un campo útil de visión más amplio. Sin embargo, tales diseños todavía sufren de astigmatismo. Esto también puede ser cancelado mediante la inclusión de un tercer elemento óptico curvado. Cuando este elemento es un espejo, el resultado es una anastigmático de tres espejos. En la práctica, el diseño también puede incluir cualquier número de espejos planos plegables, que se utilizan para doblar la trayectoria óptica en configuraciones más convenientes.

## Historia
Muchas combinaciones de tres figuras de espejos se pueden utilizar para cancelar todas las aberraciones de tercer orden. En general, estos implican resolver un conjunto de ecuaciones relativamente complejos. Algunas configuraciones son bastante simples, que se podrían diseñar a partir de algunos conceptos intuitivos.

## Ejemplos
- El telescopio espacial James Webb es un anastigmático de tres espejos.
- El Gran Telescopio para Rastreos Sinópticos es un anastigmático de tres espejos modificado del diseño de Paul-Baker.
- Los Kennan KH-11 (o tal vez la ahora cancelada Future Imagery Architecture) telescopios pueden ser de tres espejos anastigmático, ya que los telescopios sobrantes dados a NASA por la Oficina de Reconocimiento Nacional son de esta forma.
- El Telescopio Europeo Extremadamente Grande será un diseño anastigmático de tres espejos, con dos espejos planos adicionales de plegado.
- Los Deimos-2 y DubaiSat-2 ambos satélites de observación de la Tierra,  llevan un diseño de telescopios de tres espejos anastigmático Korsch[2][3]